# Petr Mrzena
Petr Mrzena (* 1975 Praha) je český novinář a manažer, od října 2023 ředitel divize Zpravodajství a publicistika České televize.

## Život
Vystudoval obor žurnalistika na Fakultě sociálních věd Univerzity Karlovy (promoval v roce 2000) a obor mediální studia a žurnalistika na Fakultě sociálních studií Masarykovy univerzity (promoval v roce 2008 a získal titul Mgr.).

## Pracovní kariéra
V letech 1996 až 2004 pracoval jako redaktor zpravodajství TV Prima a v letech 2004 až 2006 jako redaktor a moderátor zpravodajství České televize. Mezi lety 2006 a 2010 byl šéfredaktorem zpravodajství TV Nova a následně v letech 2010 až 2011 zpravodajem televize Z1 v Bruselu.
Od listopadu 2011 se stal šéfredaktorem zpravodajství České televize, když na tomto postu vystřídal Karla Nováka. Později se stal výkonným ředitelem ČT24. V září 2023 oznámil nový generální ředitel ČT Jan Souček, že po jeho nástupu do funkce od října 2023 se Mrzena stane ředitelem divize Zpravodajství a publicistika. Nahradil tak Zdeňka Šámala.
V květnu 2025 podal kandidaturu na funkci generálního ředitele České televize, do finálové volby však nepostoupil. V červnu 2025 pak několika radním ČT těsně před volbou nového generálního ředitele ČT rozeslal SMS zprávu, aby nevolili stávajícího programového ředitele ČT Milana Fridricha.